# تيموثي روبرتس
تيموثي روبرتس (4 مارس 1978 في المملكة المتحدة - ) (بالإنجليزية: Timothy Roberts)‏ هو لاعب كريكت بريطاني. لعب مع نادي مقاطعة لانكشر للكريكت ‏ ونادي مقاطعة نورثامبتونشير للكريكت ‏.

## وصلات خارجية
- تيموثي روبرتس على موقع إي آس بي آن كريك إنفو (الإنجليزية)